# Wilhelm Schilling von Canstatt
Wilhelm Ludwig Freiherr Schilling von Canstatt (* 5. August 1841 in Seehaus, Großherzogtum Baden; † 24. Juni 1910 in Baden-Baden) war ein preußischer Generalleutnant.

## Leben

### Herkunft
Wilhelm war der älteste Sohn des badischen Kammerherrn und Forstmeisters Wilhelm Schilling von Cannstatt (1802–1862) und dessen Ehefrau Lina, geborene Wilhelmi (1817–1882).

### Militärkarriere
Schilling besuchte eine Privatschule und das Lyzeum in Heidelberg sowie die Höheren Bürgerschule in Mosbach. Anschließend war er Kadett in Karlsruhe und wurde am 25. April 1859 als Portepeefähnrich dem 3. Füsilier-Bataillon der Badischen Armee überwiesen. Zwei Monate später avancierte er zum Leutnant und war von März 1864 bis Oktober 1866 Bataillonsadjutant sowie zugleich auch Untersuchung führender Offizier des II. Bataillons. Während des Krieges gegen Preußen beteiligte sich Schilling 1866 als Oberleutnant an den Gefechten bei Hundheim, Werbach sowie Gerchsheim und wurde für sein Verhalten mit dem Ritterkreuz II. Klasse des Ordens vom Zähringer Löwen mit Schwertern ausgezeichnet.
Nach dem Krieg war er kurzzeitig zur Militärschießschule in Rastatt kommandiert und diente ab Mai 1868 als Untersuchung führender Offizier des I. Bataillons. Bei der Mobilmachung anlässlich des Krieges gegen Frankreich übernahm Schilling die 4. Kompanie, die er bei Wörth, Colmar, am Ognon, bei Dijon, Pasques, Autun, Châteauneuf und Villersexel sowie vor Straßburg und Belfort führte. Er wurde mit dem Eisernen Kreuz II. Klasse und dem Ritterkreuz des Militär-Karl-Friedrich-Verdienstordens ausgezeichnet sowie am 15. Februar 1871 unter Beförderung zum Hauptmann zum Kompaniechef ernannt.
Nach dem Friedensschluss wurde Schilling in dieser Eigenschaft mit Abschluss der Militärkonvention am 15. Juli 1871 in den Verband der Preußischen Armee übernommen. Am 15. Dezember 1881 erfolgte als überzähliger Major seine Versetzung in das Königs-Grenadier-Regiment (2. Westpreußisches) Nr. 7 nach Liegnitz. Daran schloss sich von Oktober 1884 bis August 1888 eine Verwendung als Kommandeur des II. Bataillons im 2. Posenschen Infanterie-Regiment Nr. 19 in Jauer an. Anschließend wurde er mit den Funktionen des etatmäßigen Stabsoffiziers beauftragt und am 19. September 1888 als Oberstleutnant zum etatmäßigen Stabsoffizier ernannt. Mit der Beförderung zum Oberst erhielt Schilling am 18. November 1890 seine Ernennung zum Kommandeur des in Rastatt stationierten Infanterie-Regiments „von Lützow“ (1. Rheinisches) Nr. 25. In Vertretung des Kommandeurs der 21. Infanterie-Brigade war er ab dem 23. Mai 1894 nach Breslau kommandiert und avancierte am 16. Juni 1894 zum Generalmajor und Kommandeur dieses Großverbandes. Vom 1. April 1898 bis zum 8. Januar 1900 war er als Generalleutnant Kommandeur der Großherzoglich Hessischen (25.) Division in Darmstadt und erhielt in dieser Stellung den Stern zum Roten Adlerorden II. Klasse mit Eichenlaub. In Genehmigung seines Abschiedsgesuches wurde Schilling anschließend unter Verleihung des Kronen-Ordens I. Klasse mit der gesetzlichen Pension zur Disposition gestellt. Nach seiner Verabschiedung würdigte ihn Großherzog Friedrich I. am 21. Januar 1901 mit dem Großkreuz des Ordens vom Zähringer Löwen.

### Familie
Schilling verheiratet sich am 1. Juli 1869 in Baden-Baden mit Luise Grimm. Aus der Ehe ging der Sohn Wilhelm (* 1870) hervor.

## Schriften
- Das Großherzoglich Badische 5. Infanterie-Regiment jetzt Königlich Preußische 5. Badische Infanterie-Regiment Nr. 113 im Feldzug 1870–71. Mittler & Sohn, Berlin 1876. hathitrust
- Geschichte des 5. Badischen Infanterie-Regiments Nr. 113. Mittler & Sohn, Berlin 1890. (Digitalisat im Internet Archive)
- Was sich alte Kameraden erzählen. Aufzeichnungen eines inaktiven Offiziers. Reiff Verlag, Karlsruhe 1909.